# Kick the Can
"Kick the Can" is een aflevering van de Amerikaanse televisieserie The Twilight Zone.

## Plot

### Opening
Sunnyvale Rest, a home for the aged, a dying place, and a common children's game called 'kick the can' will shortly become a refuge for a man who knows that he will die in this world if he doesn't escape into the Twilight Zone.
— Rod Serling

### Verhaal
Charles Whitley is een bejaarde die verblijft in het Sunnyvale rusthuis. Hij is van mening het geheim van de eeuwige jeugd te hebben ontdekt: kinderspelletjes. Volgens hem blijf je jong als je je jong gedraagt. Zijn oudste en beste vriend Ben Conroy denkt dat Charles gek is, maar een aantal andere bejaarden nemen hem wel serieus.
Die nacht nodigt Ben de anderen uit tot het spelen van een spelletje “Kick the can”. Ben kijkt vol ongeloof toe. Tijdens het spelen veranderen Charles en zijn vrienden op mysterieuze wijze weer in kinderen. Conroy en Mr. Cox, het hoofd van het bejaardentehuis, gaan naar buiten om te zien wat er gaande is. Wanneer ze de kinderen zien, jagen ze hen weg. Ben, die met eigen ogen heeft gezien dat Charles’ theorie klopt, roept zijn vrienden na, dat hij nog een kans wil krijgen. Maar voor hem is het al te laat en hij blijft achter.

### Slot
Sunnyvale Rest, a dying place for ancient people who have forgotten the fragile magic of youth. A dying place for those who have forgotten that childhood, maturity and old age are curiously intertwined and not separate. A dying place for those who have grown too stiff in their thinking to visit the Twilight Zone.
— Rod Serling

## Titelverklaring
Kick the Can is in het Engels zowel de naam van een kinderspel als een eufemisme voor doodgaan. Beide termen zijn van toepassing op de aflevering.

## Rolverdeling
- Charles Whitley: Ernest Truex
- Ben Conroy: Russell Collins
- Mr. Cox: John Marley
- Carlson: Burt Mustin
- First old man: Earle Hodgins
- Second old man: Hank Patterson
- First old lady: Marjorie Bennett
- Second old lady: Lenore Shanewise
- Charles' son: Barry Truex (real-life son of Ernest)
- Night nurse: Eve McVeagh

## Extra scène
Oorspronkelijk had George Clayton Johnson nog een extra scène gepland voor de aflevering. Hierin was te zien hoe de kinderen nadat ze zijn uitgespeeld beseffen dat ze nergens heen kunnen behalve terug naar het rusthuis. Daar veranderen ze weer in bejaarden. Deze scène is nooit verwekt in de aflevering, maar is wel opgenomen in een blad van het tijdschrift Twilight Zone Magazine.

## Trivia
- Van de aflevering werd een remake gemaakt voor Twilight Zone: The Movie.
- Gelijke thema’s werden behandeld in de afleveringen “Ninety Years Without Slumbering” en “The Big Tall Wish”.